# Parathyastus flavoguttatus
Parathyastus flavoguttatus är en skalbaggsart som beskrevs av Stefan von Breuning 1956. Parathyastus flavoguttatus ingår i släktet Parathyastus och familjen långhorningar.
Artens utbredningsområde är Filippinerna. Inga underarter finns listade i Catalogue of Life.